# Novo Mundo

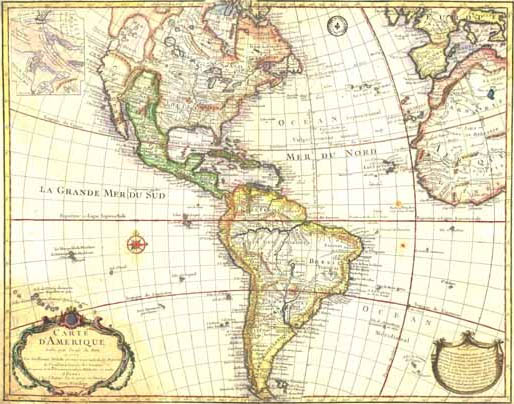
Um mapa da América do século XVIII

Novo Mundo é um dos nomes dados ao hemisfério ocidental, mais especificamente ao continente americano. O termo tem as suas origens nos finais do século XV em razão da descoberta da América por Cristóvão Colombo.
A descoberta deste novo continente expandiu o horizonte geográfico dos europeus que até então consideravam a Europa, a África e a Ásia como os únicos constituintes do Mundo. Em contraste com o Novo Mundo, os continentes europeu, africano e asiático formavam o Velho Mundo. Por sua vez, a Oceania descoberta alguns séculos depois, ficou conhecida como Novíssimo Mundo.

## Uso
Os termos "Velho Mundo" vs. "Novo Mundo" são significativos em contextos históricos e com o propósito de distinguir os principais reinos biogeográficos do mundo e classificar as espécies vegetais e animais que aí se originaram.
As palavras "Antigo" e "Novo" refletem o fato pré-histórico de que os humanos ocuparam primeiro o hemisfério oriental, antes de alguns migrarem e se estabelecerem nas Américas.

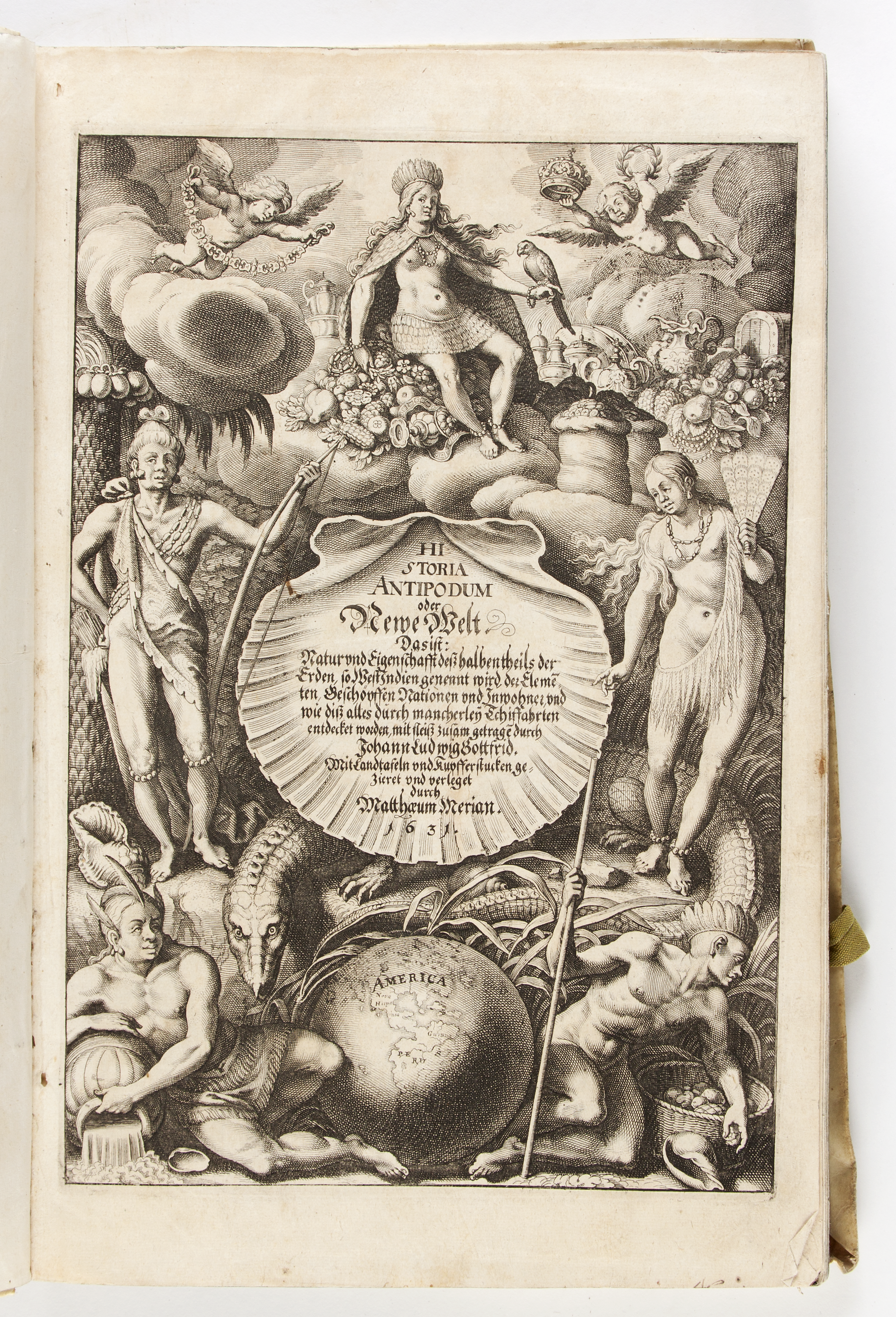
História do Novo Mundo "Historia antipodum oder newe Welt". Matthäus Merian, 1631

O termo "Novo Mundo" foi usado pela primeira vez no início do século XVI, à luz das viagens de Cristóvão Colombo e a subsequente colonização europeia das Américas. Ainda é comumente empregado ao discutir esses eventos historicamente. Por falta de alternativas, o termo também é útil para discutir coletivamente as Américas e as ilhas oceânicas próximas, como as Bermudas e a Ilha de Clipperton.
Em um contexto biológico, as espécies podem ser divididas entre aquelas que podem ser encontradas no Velho Mundo (Paleártico, Afrotrópico) e no Novo Mundo (Neártico, Neotrópico). Os taxonomistas biológicos costumam anexar o rótulo "Novo Mundo" a grupos de espécies que são encontrados exclusivamente nas Américas, para distingui-los de suas contrapartes no "Velho Mundo" (Europa, África e Ásia), por exemplo, macacos do Novo Mundo, abutres do Novo Mundo, Toutinegras do Novo Mundo.
O rótulo também é frequentemente usado na agricultura. Ásia, África e Europa compartilham uma história agrícola comum originada da Revolução Neolítica, e as mesmas plantas e animais domesticados se espalharam por esses três continentes há milhares de anos, tornando-os amplamente indistintos e úteis para serem classificados juntos como "Velho Mundo". Culturas comuns do Velho Mundo (por exemplo, cevada, lentilha, aveia, ervilha, centeio, trigo) e animais domésticos (por exemplo, gado, galinhas, cabras, cavalos, porcos, ovelhas) não existiam nas Américas até serem introduzidos pelo contato pós-colombiano na década de 1490. Por outro lado, muitas colheitas comuns foram originalmente domesticadas nas Américas antes de se espalharem pelo mundo após o contato com a Colômbia, e ainda são frequentemente chamadas de "colheitas do Novo Mundo"; feijão comum (phaseolus), milho e abóbora - as "três irmãs" - bem como o abacate, tomate e grandes variedades de pimentão (pimentão, pimenta malagueta, etc.) e o peru foram originalmente domesticados por povos pré-colombianos na Mesoamérica, enquanto os agricultores da região andina da América do Sul trouxeram a mandioca, amendoim, batata, quinoa e animais domesticados como a alpaca, porquinho-da-índia e lhama. Outras safras famosas do Novo Mundo incluem o caju, cacau, borracha, girassol, tabaco e baunilha, e frutas como a goiaba, mamão e abacaxi. Existem raros casos de sobreposição, por exemplo, a cabaça (cabaça), algodão e inhame, e o cachorro, acredita-se que foram domesticados separadamente no Velho e no Novo Mundo, suas primeiras formas possivelmente trazidas pelo Paleo Índios da Ásia durante o último período glacial.
Na terminologia do vinho, "Novo Mundo" tem uma definição diferente. Os " vinhos do Novo Mundo " incluem não apenas os vinhos da América do Norte e da América do Sul, mas também os da África do Sul, Austrália, Nova Zelândia e todos os outros locais fora das regiões vinícolas tradicionais da Europa, Norte da África e Oriente Próximo.

## Origem do nome

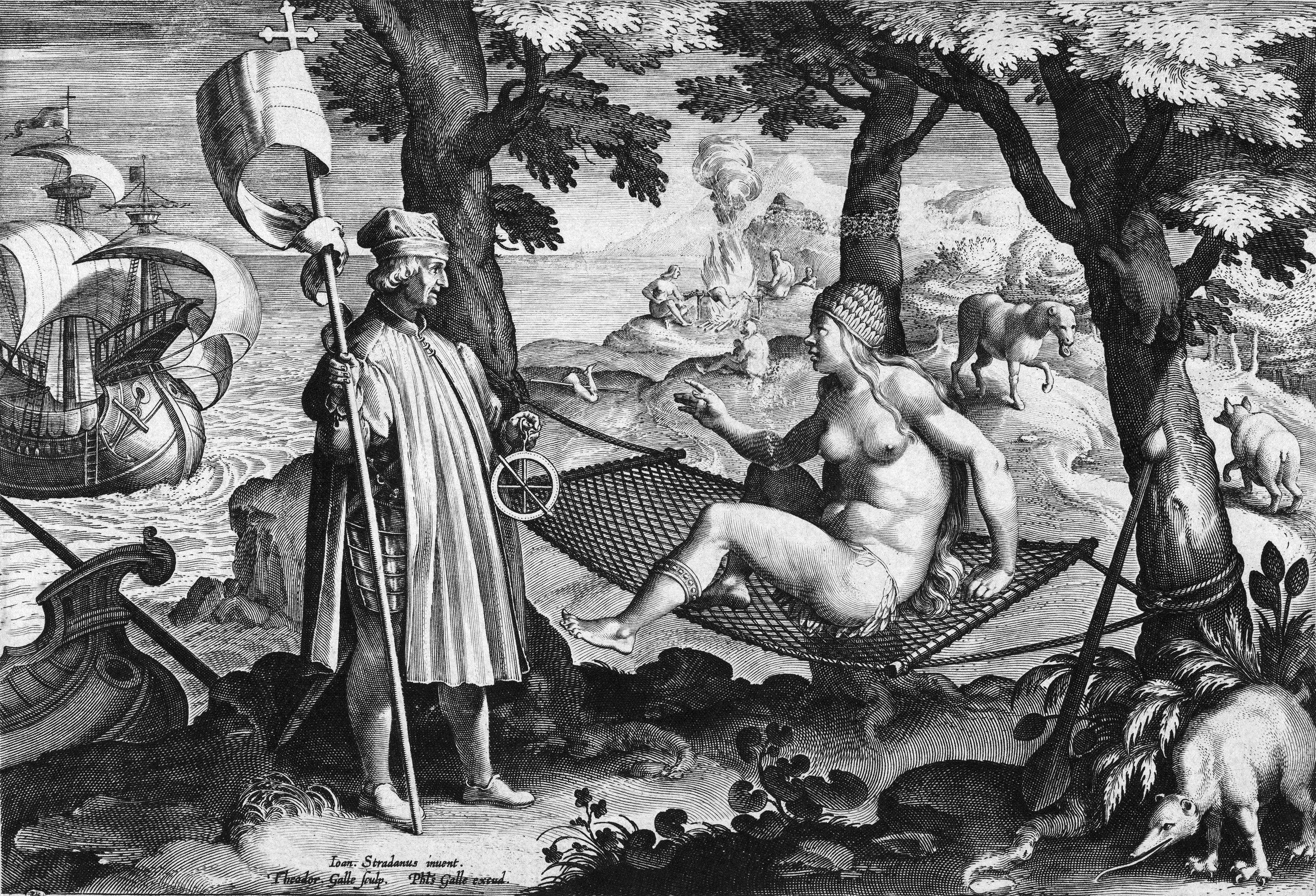
Alegoria do Novo Mundo: Américo Vespúcio desperta a América adormecida

O explorador florentino Américo Vespúcio costuma ser creditado por inventar o termo "Novo Mundo" (Mundus Novus) para as Américas em sua carta de 1503, dando-lhe seu prestígio popular, embora termos semelhantes tenham sido usados e aplicados antes dele.

### Uso anterior
O explorador veneziano Alvise Cadamosto usou o termo "un altro mundo" ("outro mundo") para se referir à África subsaariana, que ele explorou em 1455 e 1456 em nome dos portugueses. Este foi apenas um floreio literário, não uma sugestão de uma nova "quarta" parte do mundo; Cadamosto sabia que a África subsaariana fazia parte do continente africano.
O cronista italiano nascido na Espanha, Peter Martyr d'Anghiera, duvidou das afirmações de Cristóvão Colombo de ter alcançado o Leste Asiático ("as Índias") e, consequentemente, surgiu com nomes alternativos para se referir a eles. Apenas algumas semanas após o retorno de Colombo de sua primeira viagem, Mártir escreveu cartas referindo-se às terras descobertas por Colombo como os "antípodas ocidentais" ("antipodibus occiduis", carta de 14 de maio de 1493), o "novo hemisfério da a terra" (" novo terrarum hemisphaerio", 13 de setembro de 1493), e em uma carta datada de 1 de novembro de 1493, refere-se a Colombo como o" Um ano depois (20 de outubro de 1494), Peter Martyr novamente se refere às maravilhas do Novo Globo ("Novo Orbe") e do "hemisfério ocidental" ("ab occidente hemisphero").
Na carta de 1499 de Colombo aos Reis Católicos da Espanha, relatando os resultados de sua terceira viagem, ele relata como as enormes águas do delta do Orinoco na América do Sul precipitando-se para o Golfo de Paria implicavam que um continente anteriormente desconhecido deveria estar por trás dele. Colombo propõe que a massa de terra sul-americana não é um "quarto" continente, mas sim o paraíso terrestre da tradição bíblica, uma terra supostamente conhecida (mas não descoberta) pela cristandade. Em outra carta (para a enfermeira do Príncipe João, escrita em 1500), Colombo refere-se a ter alcançado um "novo céu e mundo" ("nuevo cielo é mundo") e que ele havia colocado "outro mundo" ("otro mundo") sob o domínio dos reis da Espanha.

### Mundus Novus
O termo "Novo Mundo" (Mundus Novus) foi cunhado por Américo Vespúcio, em uma carta escrita a seu amigo e ex-patrono Lorenzo di Pier Francesco de 'Medici na primavera de 1503, e publicada (em latim) em 1503-04 sob o título Mundus Novus. A carta de Vespúcio contém, sem dúvida, a primeira articulação explícita impressa da hipótese de que as terras descobertas pelos navegadores europeus a oeste não eram as bordas da Ásia, como afirmava Colombo, mas sim um continente inteiramente diferente, um "Novo Mundo".

Segundo Mundus Novus, Vespúcio percebeu que estava em um "Novo Mundo" em 17 de agosto de 1501 quando chegou ao Brasil e comparou a natureza e o povo do lugar com o que os marinheiros portugueses lhe contaram sobre a Ásia. Na verdade, um famoso encontro casual entre duas expedições diferentes havia ocorrido na parada de água de "Bezeguiche" (a Baía de Dakar, Senegal) - expedição do próprio Vespucci, a caminho de mapear a costa do recém-descoberto Brasil, e a vanguarda navios da Segunda armada da Índia Portuguesa de Pedro Álvares Cabral, voltando para casa da Índia. Já tendo visitado as Américas em anos anteriores, Vespúcio provavelmente achou difícil conciliar o que já havia visto nas Índias Ocidentais com o que os marinheiros que voltaram lhe contaram sobre as Índias Orientais. Vespúcio escreveu uma carta preliminar a Lorenzo, ancorado em Bezeguiche, que a devolveu com a esquadra portuguesa - a esta altura apenas expressando uma certa perplexidade com as suas conversas. Vespúcio foi finalmente convencido quando ele prosseguiu em sua expedição de mapeamento por 1501-1502, cobrindo a enorme extensão da costa leste do Brasil. Ao retornar do Brasil, na primavera de 1503, Américo Vespúcio redigiu a carta Mundus Novus em Lisboa a Lorenzo em Florença, com seu famoso parágrafo de abertura:
Nos dias que se passaram, escrevi-vos de forma muito cabal sobre o meu regresso de novos países, que foram encontrados e explorados com os navios, à custa e ao comando deste Sereníssimo Rei de Portugal; e é lícito chamá-lo de um novo mundo, porque nenhum desses países era conhecido por nossos ancestrais e por todos que ouvirem sobre eles serão inteiramente novos. Pois a opinião dos antigos era que a maior parte do mundo além da linha equinocial ao sul não era terra, mas apenas mar, que eles chamavam de Atlântico; e mesmo que tenham afirmado que existe algum continente, deram muitos motivos para negar que seja habitado. Mas essa opinião é falsa e totalmente oposta à verdade. Minha última viagem provou isso, pois encontrei um continente naquela parte meridional; cheio de animais e mais populoso do que a nossa Europa ou Ásia, ou a África, e ainda mais temperada e agradável do que qualquer outra região que conhecemos.
A carta de Vespucci foi uma sensação editorial na Europa, imediatamente (e repetidamente) reimpressa em vários outros países.
Peter Martyr, que vinha escrevendo e circulando cartas particulares comentando as descobertas de Colombo desde 1493, muitas vezes compartilha o crédito com Vespúcio por designar as Américas como um novo mundo. Pedro Mártir usou o termo Orbe Novo (literalmente, "Novo Globo", mas frequentemente traduzido como "Novo Mundo") no título de sua história da descoberta das Américas como um todo, que começou a aparecer em 1511. (Cosmologicamente, "orbis", conforme usado aqui, se refere a todo o hemisfério, enquanto "mundus" se refere à terra dentro dele).

### Aceitação
A passagem de Vespucci acima aplicava o rótulo de "Novo Mundo" apenas à massa continental da América do Sul. Na época, a maior parte do continente da América do Norte ainda não havia sido descoberta, e os comentários de Vespúcio não eliminaram a possibilidade de que as ilhas das Antilhas descobertas anteriormente por Cristóvão Colombo ainda pudessem ser os limites orientais da Ásia, como Colombo continuou insistir até sua morte em 1506. Um globo de 1504 criado por Leonardo da Vinci retrata o Novo Mundo sem as Américas do Norte e Central. Uma conferência de navegadores conhecida como Junta de Navegantes foi reunida pelos monarcas espanhóis em Toro em 1505 e continuou em Burgos em 1508 para digerir todas as informações existentes sobre as Índias, chegar a um acordo sobre o que havia sido descoberto e definir os objetivos futuros da exploração espanhola. Américo Vespúcio compareceu às duas conferências e parece ter exercido uma influência desmedida sobre elas - em Burgos, acabou sendo nomeado o primeiro piloto prefeito, chefe da navegação da Espanha. Embora os procedimentos das conferências Toro-Burgos estejam ausentes, é quase certo que Vespúcio articulou sua recente tese do 'Novo Mundo' aos seus companheiros navegadores de lá. Foi durante essas conferências que as autoridades espanholas parecem ter finalmente aceitado que as Antilhas e o trecho conhecido da América Central não eram as Índias que eles originalmente procuraram (enquanto Colombo insistiu que eram) e estabeleceram o novo objetivo para os exploradores espanhóis: encontrar uma passagem marítima ou estreito através das Américas que lhes permitiria navegar para a Ásia propriamente dita. No uso inglês, o termo 'Novo Mundo' era problemático e apenas aceito relativamente tarde.

### Representação cartográfica

O Mapa do Mundo, do português Diogo Ribeiro (1529), rotula as Américas como Mundus Novus. Ele rastreia a maior parte da América do Sul e a costa leste da América do Norte

Embora depois de Vespúcio tenha se tornado geralmente aceito que as descobertas de Colombo não eram a Ásia, mas um "Novo Mundo", a relação geográfica entre os dois continentes ainda não era clara. Que deve haver um grande oceano entre a Ásia e as Américas estava implícito na conhecida existência de um vasto mar contínuo ao longo das costas do Leste Asiático. Dado o tamanho da Terra calculado por Eratóstenes, isso deixou um grande espaço entre a Ásia e as terras recém-descobertas.
Mesmo antes de Vespucci, vários mapas, por exemplo, o planisfério de Cantino de 1502 e o mapa de Canerio de 1504, colocaram um grande oceano aberto entre a China no lado leste do mapa, e as descobertas incipientes em grande parte cercadas por água na América do Norte e América do Sul em o lado oeste do mapa. No entanto, devido à incerteza, eles representaram um dedo da massa de terra asiática se estendendo do topo até a borda leste do mapa, sugerindo que foi transportado para o hemisfério ocidental (por exemplo, o Planisfério Cantino denota a Groenlândia como "Punta d'Asia" - "borda da Ásia"). Alguns mapas, por exemplo, o mapa de 1506 de Contarini-Rosselli e o mapa 1508 de Johannes Ruysch, curvando-se à autoridade ptolomaica e às afirmações de Colombo, tem a massa de terra do norte da Ásia se estendendo bem para o hemisfério ocidental e se fundindo com a conhecida América do Norte (Labrador, Terra Nova etc.). Esses mapas colocam a ilha do Japão perto de Cuba e deixam o continente sul-americano - o "Novo Mundo" propriamente dito de Vespucci - separado e flutuando abaixo de si mesmo. O mapa Waldseemüller de 1507, que acompanhou o famoso Cosmographiae Introductio. O volume (que inclui reimpressões das cartas de Vespúcio) chega mais perto da modernidade ao colocar um mar completamente aberto (sem dedos de terra esticados) entre a Ásia no lado oriental e o Novo Mundo (sendo representado duas vezes no mesmo mapa de uma maneira diferente: com e sem uma passagem marítima no meio do que agora é chamado de América Central) no lado oeste - que (no que agora é chamado de América do Sul) o mesmo mapa chama simplesmente de "América". No entanto, o mapa de Martin Waldseemüller de 1516 recua consideravelmente de seu mapa anterior e volta à autoridade clássica, com a massa de terra asiática se fundindo na América do Norte (que ele agora chama de Terra de Cuba Asie partis), e discretamente deixa de lado o rótulo "América" da América do Sul, Terra incognita.
A costa oeste do Novo Mundo - o Oceano Pacífico - só foi descoberta em 1513 por Vasco Núñez de Balboa. Mas levaria mais alguns anos até que outro português - a viagem de Fernão de Magalhães de 1519-1522 - determinasse que o Pacífico definitivamente formava um único grande corpo de água que separa a Ásia das Américas. Ainda se passariam vários anos antes que a costa do Pacífico da América do Norte fosse mapeada, dissipando as dúvidas remanescentes. Até a descoberta do Estreito de Bering no século XVII, não havia confirmação absoluta de que a Ásia e a América do Norte não estavam conectadas, e alguns mapas europeus do século XVI ainda continuavam a representar a América do Norte conectada por uma ponte de terra à Ásia (por exemplo, o globo de Johannes Schöner de 1533).
Em 1524, o termo foi usado por Giovanni da Verrazzano em um registro de sua viagem naquele ano ao longo da costa atlântica da América do Norte, terra que hoje faz parte dos Estados Unidos e Canadá.